# Ингушский государственный университет
Ингушский государственный университет (ИнгГУ; ингуш. Гlалгlай паччахьалкхен университет) — российский университет, главный университет Республики Ингушетия. Основан в 1994 году. Один из самых молодых университетов России.

## История
Ингушский государственный университет был создан 23 апреля 1994 года постановлением правительства РФ № 380, учредителем стал Государственный комитет Российской Федерации по высшему образованию
В сентябре 1994 года университет начал функционировать и был размещен в здании бывших казарм ставропольского летного училища в станице Орджоникидзевской.
29 декабря 2012 года состоялось открытие плавательного бассейна на территории спортивного комплекса ИнгГУ.
В университете ведут обучение 508 преподавателей, в числе которых 53 профессора — доктора наук, и 275 доцентов — кандидатов наук, 26 из которых имеют звание «Почетный работник высшего профессионального образования Российской Федерации». Они осуществляют подготовку по 22 направлениям специалитета, 17 — бакалавриата, 9 — магистра, 10-ти специальностям аспирантуры, 12-ти направлениям интернатуры и 8 — ординатуры. Общее количество студентов составляет более 10 тысяч студентов.

## Факультеты и кафедры
- Юридический
- Экономики и управления
- Физико-математический
- Педагогический
- Филологический
- Медицинский
- Агроинженерный
- Химико-биологический

Также имеются межфакультетские кафедры

## Структура
В комплекс ИнгГУ входит:
- 8 корпусов:
  - 106 аудиторий;
  - 31 лаборатории;
  - 27 лекционных залов;
  - 17 компьютерных классов;
  - лингафонно-дидактический класс, подключенный к специализированным информационно-образовательным ресурсам.
- библиотеки с 4-я читальными залами;
- электронная библиотека с выходом в ведущие каталоги России и мира;
- спортивный зал;
- 3 стадиона, один из которых с искусственным покрытием;
- плавательный бассейн;
- общежитие квартирного типа.

## Ректоры
- 1994—1999: А. А. Мальсагов
- 1999—2001: Т. Х. Муталиев
- 2001—2021: А. М. Мартазанов
- 2021—н. в.: Ф. Ю. Албакова

## Критика
По состоянию на 2024 год восемь сотрудников ИнгГУ являются фигурантами «Диссернета».